# Август Цешковський
Август Цешковський (пол. August Cieszkowski; 12 вересня 1814, гміна Ґрембкув — 12 березня 1894, гміна Сважендз) — польський філософ, економіст, політичний і соціальний активіст. Був співзасновником Польської ліги, президентом Познанського товариства друзів науки.
Філософія Цешковського послужила одним з джерел младогегельянства і вплинула на Маркса.